# Sekaninait
Sekaninait là một khoáng vật silicat vòng, một dạng giàu sắt tương tự cordierit.